# Sófino (Saràtov)
|  | Per a altres significats, vegeu «Sófino». |

Sófino (en rus: Софьино) és un poble de l'óblast de Saràtov, a Rússia, segons el cens del 2010 tenia 259 habitants. Pertany al districte municipal d'Arkadak.